# Bombó
Un bombó és una peça menuda (apropiada per a ser ingerida en un sol mos) de xocolata negra, blanca o amb llet, que pot estar farcida de licors, caramel o praliné per donar-li un gust en concret. També pot estar recobert de fruits secs o de fruites confitades.
El terme bombó prové del francès bonbon, literalment "bo bo" (doblement bo). Tant en francès com en la majoria d'idiomes que l'utilitzen, designa genèricament una llaminadura.
Conjuntament amb les rajoles de xocolata i la xocolata en pols, són la forma més important i estesa de presentar comercialment la xocolata. Els bombons però, representen la forma més exquisida i solen anar associats a comportaments de gratitud, regal o reconeixement en les relacions socials. Per això la seva producció és especialment acurada en la pràctica totalitat d'empreses xocolateres.
Depenent de la forma i els ingredients, reben noms diferents. A Catalunya són famoses les anomenades catànies, xocolata farcida amb una ametlla caramel·litzada i recobertes amb cacau en pols.
També s'anomena popularment bombó al cafè tallat amb llet condensada.

## Marca Q
Els xocolaters de bombons de xocolata de Catalunya poden adherir-se al segell alimentari Marca Q de qualitat alimentària, certificació oficial atorgada pel Departament d'Agricultura, Ramaderia, Pesca i Alimentació de la Generalitat de Catalunya regulat per l'ordre d'1 de juliol de 1988
Els ingredients utilitzats en l'elaboració dels bombons Maca Q seran de màxima qualitat. El component principal és la cobertura de xocolata que pot ésser de xocolata negra, amb llet i blanca. També s'utilitzen altres components com fruites seques, praliné d'ametlla, d'avellana o de nous, trufa, fruites confitades i licors segons els tipus de bombó. El praliné contindrà com a mínim un 45% de fruites seques. No s'admet la utilització d'additius a excepció de la vainilla i la lecitina ni de farines, fècules ni midons.
Els envasos han de ser de material autoritzat que assegurin una bona protecció i una presentació acurada del producte. A l'etiqueta hi ha de figurar el distintiu de la marca "Q" i el nom de l'entitat de control. Tot el procés productiu està sota el control d'una entitat de certificació independent.